# Tore Ylwizaker

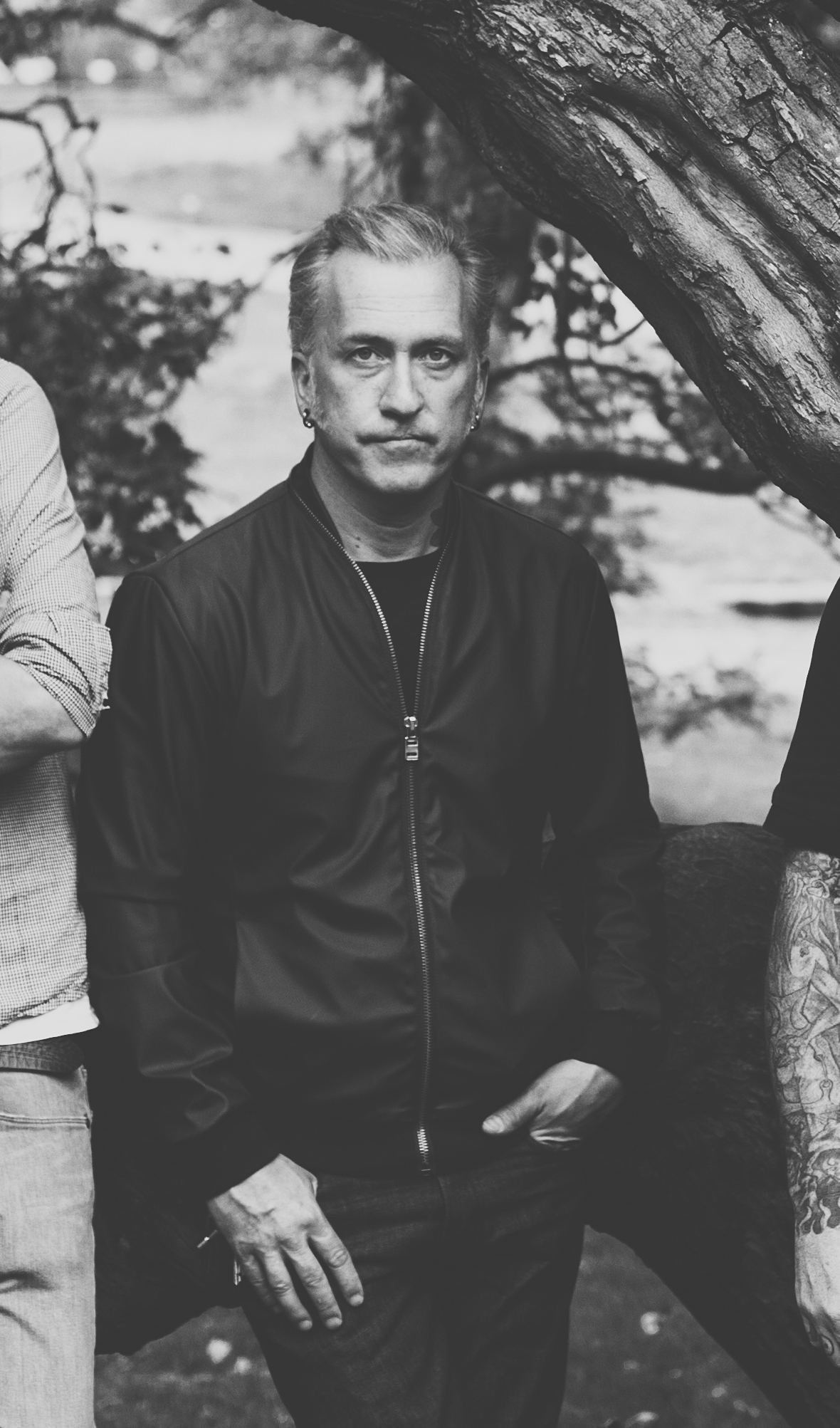
Tore Ylwizaker

Tore Ylwizaker (eigentlich Ylvisaker, *  16. August 1970; † 16. August 2024) war ein norwegischer Musiker, Tontechniker und Musikproduzent. Er war vor allem für seine Arbeit mit Ulver bekannt.

## Leben und Schaffen
Er lernte Kristoffer Rygg bei den Aufnahmen zu Arcturus’ La Masquerade Infernale im Endless Lydstudio kennen. Rygg zeigte sich an seiner Arbeit mit analogen Synthesizern, Samplern und Drumcomputern interessiert, und so wurde Ylwizaker bald Mitglied von Ulver. Darüber hinaus war er als Tontechniker, Produzent und Gastmusiker an Veröffentlichungen zahlreicher anderer Musiker, Bands und Projekte aus Metal, Rock und Electronica beteiligt.

## Diskografie
mit Ulver
- 1998: Themes from William Blake’s The Marriage of Heaven and Hell
- 1999: Metamorphosis (EP)
- 2000: Perdition City – Music to an Interior Film
- 2001: Silence Teaches You How to Sing (EP)
- 2001: Silencing the Singing (EP)
- 2002: Lyckantropen Themes – Original Soundtrack for the Short Film by Steven Ericsson
- 2003: Svidd Neger – Original Motion Picture Soundtrack
- 2003: A Quick Fix of Melancholy (EP)
- 2005: Blood Inside
- 2007: Shadows of the Sun
- 2011: Wars of the Roses
- 2011: The Norwegian National Opera (DVD)
- 2012: Childhood’s End
- 2013: Messe I.X–VI.X
- 2014: Terrestrials
- 2016: ATGCLVLSSCAP
- 2016: Riverhead
- 2017: The Assassination of Julius Caesar
- 2019: Drone Activity
- 2020: Flowers of Evil

sonstige
- 1994: Feel · Feel the Feel
- 1996: Slow Hard End · Chain Reaction (als Gast)
- 1996: Dødsverk · Sjelefred (als Arrangeur)
- 1997: Ym-Stammen · Guden-I-Steinen
- 1997: Sadomaoistan · Retroskopi 1987–1997 (als Tontechniker)
- 1999: The Loch Ness Mouse · Flair for Darjeeling (als Tontechniker)
- 1999: The Barbarellas · Queen of the Galaxy (als Tontechniker)
- 2000: Mayhem · Grand Declaration of War (als Gast)
- 2000: Fleurety · Department of Apocalyptic Affairs (als Gast)
- 2000: Ambassaden På Grønland · Vak Er Tilbak
- 2000: The Mindtrip Project · Fragmentation (EP)
- 2000: Lengsel · Solace (als Tontechniker)
- 2001: scn · Inside Out (als Produzent)
- 2002: Magenta · Little Girl Lost (als Gast und Tontechniker)
- 2002: Kåre João · Sideman (als Gast und Tontechniker)
- 2002: Star of Ash · Iter.Viator (als Produzent)
- 2002: Arcturus · The Sham Mirrors (als Tontechniker)
- 2003: 1349 Rykkinn · Brown Ring of Fury (als Gast)
- 2006: Head Control System · Murder Nature (als Tontechniker)
- 2008: When · You Are Silent (als Produzent)